# Émilie Girod de l'Ain
Pour les articles homonymes, voir Girod de l'Ain et Mégard.
La baronne Émilie Girod de l'Ain, née Marie Pierrette Émilie Mégard le 17 décembre 1800 à Versoix (alors dans l'Ain), et morte le 26 octobre 1881 à Versoix (Suisse), est une bienfaitrice de la commune de Versoix dans le canton de Genève. Elle est dite « très généreuse à l’égard du culte catholique ».

## Biographie

### Famille

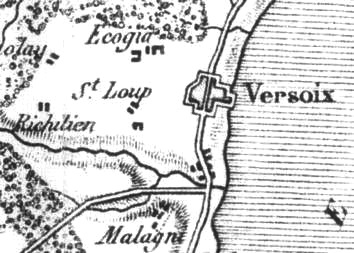
Extrait de la carte Duvotenay de 1837 : Écogia près de Versoix.

Émilie est la fille unique de Jean Gaspard Mégard (1758-1827), juriste, avocat et bourgeois de Versoix, et de Marie Pierrette Émilie Garnier (1764-1818). Dans les recensements (après la Révolution), son père est qualifié de « propriétaire » et « agriculteur » à Écogia. Il est maire de Versoix en 1790-1792, 1813-1814, 1816-1822 : il aurait rempli ses fonctions de maire « avec mauvaise volonté et une négligence qui compromet les intérêts de ses administrés » selon la Commission des communes. En 1793, Jean-Gaspard achète un remplaçant pour partir à la guerre à sa place. Le grand-père d’Émilie, Mathieu Mégard (1722-1793), est avocat et « conseiller du Roi », « le plus opulent des Versoisiens »,. Jean Gaspard Mégard est vraisemblablement le modèle du tableau Un maire de Versoix de Louis-Auguste Brun. 
Émilie Mégard épouse le 23 juin 1819 à Versoix Gabriel Girod de l’Ain (1784-1846), elle a 18 ans et lui 35. Il est officier de marine puis « propriétaire », chevalier de la Légion d'honneur et de Saint-Louis, second fils de Jean-Louis Girod de l'Ain (devenu baron d’Empire en 1809), issu d'une famille bourgeoise originaire de la région de Gex. Ils ont deux enfants : Marie Louise Octavie, dite Octavie (1820-1864) et Jean Marie Léon, dit Léon (1824-1854).
Gabriel Girod de l’Ain meurt en 1846, à Écogia. Léon devient en 1847 le 3e baron Girod de l'Ain à la suite du décès sans postérité de son oncle Amédée (1781-1847), 2e baron Girod de l'Ain, le frère aîné de Gabriel. Léon devait épouser une femme de noble famille fribourgeoise, mais il meurt prématurément à Rome le 6 mai 1854, âgé de 30 ans. Le 4e baron sera le plus jeune frère de Gabriel, Félix Girod de l'Ain (1789-1874), et le 5e baron Édouard Girod de l'Ain, un des cinq enfants de Félix.
Octavie meurt à Nice en 1864, où elle était allée passer l’hiver avec sa mère. Émilie qui était déjà la dernière représentante de la famille Mégard à Versoix, devient ainsi la dernière des Girod de l’Ain à Écogia.
À son décès en 1881 à Écogia, Émilie Girod de l’Ain est inhumée dans la chapelle qu’elle a fait construire. Elle a désigné son cousin Joseph de Beylié de Grenoble comme héritier universel,.

### Écogia
Le domaine d’Écogia est propriété de la famille Mégard dès le début du XVIIe siècle. La baronne Girod de l’Ain développe le domaine et l’organise selon un modèle classique.

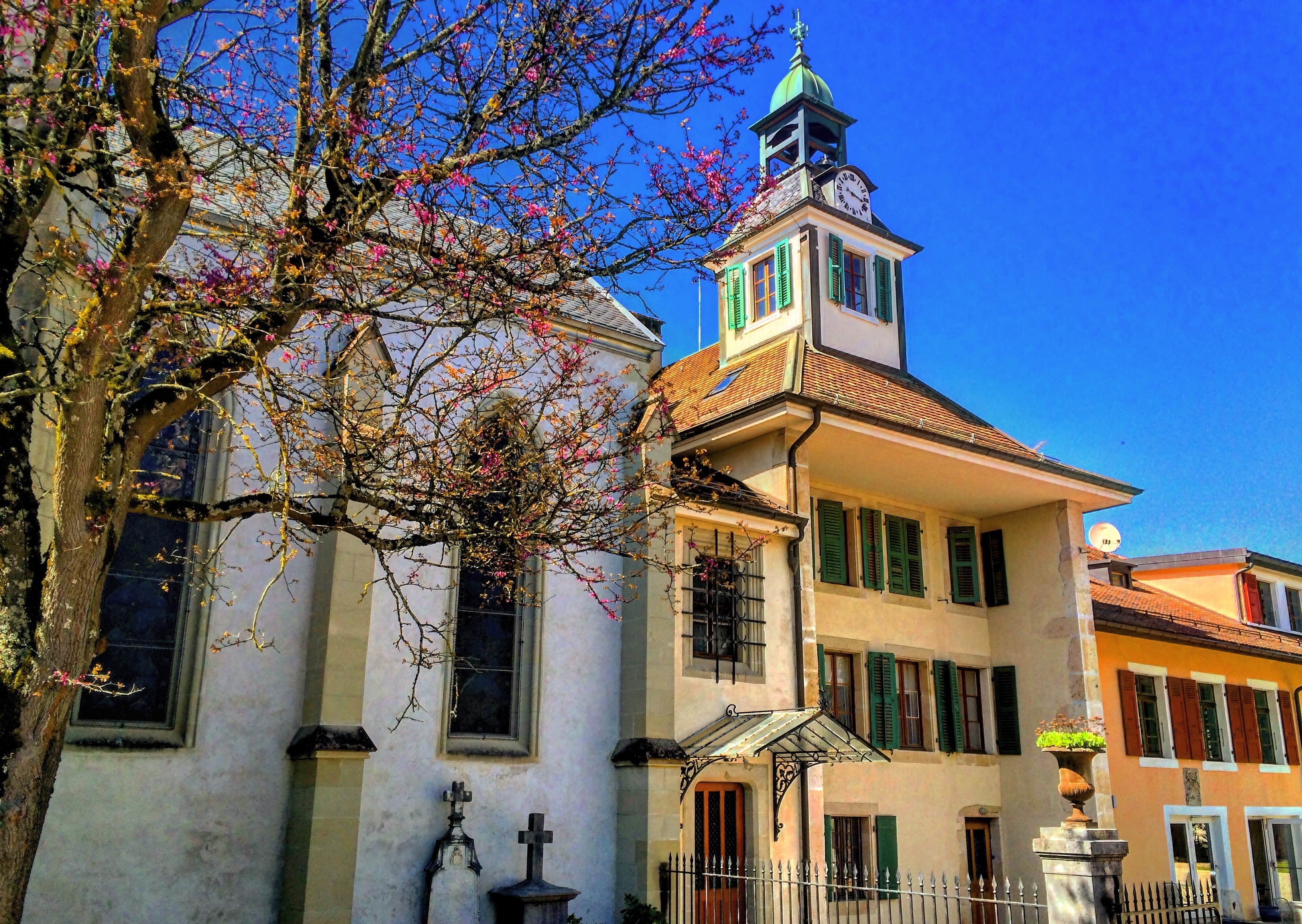
Chapelle et bâtiment principal d'Écogia.

À la suite du décès de son fils Léon en 1854, Émilie Girod de l’Ain fait construire une chapelle privée à Écogia, en 1861-1862, dédiée à Notre-Dame des Douleurs. Le vitrail du chœur est aussi dédié à Notre-Dame des Douleurs « qui nous rappelle les chagrins de Madame Girod après la mort de son fils unique », dans l’abside à droite se trouve le vitrail de l'archange Gabriel, et à gauche celui du pape Saint Léon. La chapelle est réalisée par l'architecte Charles Harent de Gex et qualifiée de « très bel ensemble néo-gothique ». Elle est consacrée le 18 septembre 1862 par l'évêque de Lausanne et Genève Étienne Marilley (1846-1879),. 
La dépouille de Léon, enterré au cimetière, est déplacée dans le caveau de la nouvelle chapelle, de même les restes des parents d’Émilie (Jean Gaspard Mégard et Marie Mégard née Garnier), déplacés le 16 mars 1864. S'y trouvent également Gabriel, l’époux d’Émilie, et Octavie sa fille,.

### Bienfaitrice
La baronne Girod de l’Ain aide le curé Moglia de Versoix à racheter le terrain où se trouvait l’ancienne église Saint-Théodule du XVe siècle, au moment de la construction de la nouvelle église. 
Elle donne au même curé les fonds nécessaires pour l’établissement d’une école primaire pour filles et école enfantine pour filles et garçons, inaugurée en 1844. Le curé acheta la maison Ravel sur la place David pour 3 300 francs et trois sœurs de l’ordre de Saint-Joseph s’occupèrent de l’enseignement. Le contexte était particulier, la loi obligeant alors l’école publique à être confessionnelle, les protestants avaient créé une école privée pour les garçons et filles de confession réformée. Par ailleurs le conseil municipal ne voulait pas investir les fonds nécessaires pour ouvrir une classe de filles. 
Émilie Girod lègue à mademoiselle Faivre le domaine d’Écogia, de 175 hectares, « afin d'y créer un établissement philanthropique ». Finalement un orphelinat catholique ouvre en 1903, qui a accueilli une cinquantaine de fillettes,. La commune de Versoix reçoit un legs de mille francs de madame Girod de l’Ain, à distribuer aux pauvres de la commune.

## Hommages
Émilie est marraine de la grosse cloche de l’église catholique de Versoix, qui porte le texte suivant : 
« MON NOM EST EMILIE EUGENIE GABRIELLE / J AI POUR PARRAIN MR GABRIEL GIROD CHEVALIER DE ST LOUIS / J AI POUR MARRAINE MME EMILIE GIROD NEE MEGARD / J APPARTIENS A LA PAROISSE DE VERSOIX / MR VENDELLE MAIRE MR MOGLIA CURE / FAITE PAR GEORGE KERVAND FONDEUR A GENEVE 1844 ». La cloche du château d’Écogia porte ce texte : « E. G. M. / ECOGIA CNE DE VERSOIX / 1862 // GVLLIET FONDEVR A LYON », où « E.G.M. » sont les initiales de « Émilie Girod Mégard ».
En 1958, la municipalité de Versoix nomme trois nouveaux chemins créés sur le domaine de Saint-Loup : « Maurice Ravel » (originaire de Versoix), « Girod-de-l’Ain » et « Mégard »,,.